# バレーボールポーランド男子代表
バレーボールポーランド男子代表（バレーボールポーランド だんしだいひょう、ポーランド語: Reprezentacja Polski w piłce siatkowej mężczyzn）は、バレーボールの国際大会で編成されるポーランドの男子バレーボールナショナルチーム。

## 歴史
1947年に国際バレーボール連盟へ加盟。東欧の古豪として知られるポーランドは、第1回大会の1949年世界選手権、第2回大会の1950年欧州選手権に出場した古参チームである。1965年ワールドカップで銀メダルを獲得後、1970年代に入るとワグネル監督の下で輝かしい成績を納め、1974年世界選手権、1976年モントリオールオリンピック（ボイトビッチを擁してバックアタック戦術を開発した）で共に金メダルを獲得した。欧州選手権では1980年代にかけて強豪ソ連と5大会におよび優勝を争い、2強体制を築いた。
その後、1990年代にかけて低迷が続き、メダルから遠ざかっていたものの、2000年に自国のポーランドリーグがプロ化され、選手の育成ともにチームの質が向上すると、徐々に国際大会で成果を見せ始め、銀メダルに輝いた2006年世界選手権で32年ぶりに表彰台に立った。2009年欧州選手権では悲願の初優勝を飾り、グラチャンの初出場を決めた。しかし本大会では日本やキューバなどに敗れて4位に終わった。翌年の2010年バレーボール男子世界選手権では一次リーグを全勝で通過したが、2次リーグで前回大会の上位3位のブラジル、ブルガリアに敗れて13位に終わった。しかし、2018年バレーボール男子世界選手権では優勝し、古豪復活の兆しを見せた。

## 過去の成績

### オリンピックの成績
| - 1964年 - 不出場 - 1968年 - 5位 - 1972年 - 9位 - 1976年 - 金メダル - 1980年 - 4位 - 1984年 - 不出場 | - 1988年 - 不出場 - 1992年 - 不出場 - 1996年 - 11位 - 2000年 - 不出場 - 2004年 - 5位 - 2008年 - 5位 | - 2012年 - 5位 - 2016年 - 5位 - 2020年 - 5位 - 2024年 - 銀メダル |

### 世界選手権の成績
| - 1949年 - 5位 - 1952年 - 7位 - 1956年 - 4位 - 1960年 - 4位 - 1962年 - 6位 - 1966年 - 6位 - 1970年 - 5位 | - 1974年 - 金メダル - 1978年 - 8位 - 1982年 - 6位 - 1986年 - 9位 - 1990年 - 不出場 - 1994年 - 不出場 - 1998年 - 17位 | - 2002年 - 9位 - 2006年 - 銀メダル - 2010年 - 13位 - 2014年 - 金メダル - 2018年 - 金メダル - 2022年 - 銀メダル |

### ワールドカップの成績
1969年から2007年まで出場なし
- 1965年 - 準優勝
- 2011年 - 準優勝
- 2015年 - 3位
- 2019年 - 準優勝

### 欧州選手権の成績
| - 1950年 - 6位 - 1955年 - 6位 - 1958年 - 6位 - 1963年 - 6位 - 1967年 - 3位 - 1971年 - 6位 - 1975年 - 準優勝 - 1977年 - 準優勝 - 1979年 - 準優勝 - 1981年 - 準優勝 | - 1983年 - 準優勝 - 1985年 - 4位 - 1989年 - 7位 - 1991年 - 7位 - 1993年 - 7位 - 1995年 - 6位 - 2001年 - 5位 - 2003年 - 5位 - 2005年 - 5位 - 2007年 - 11位 | - 2009年 - 優勝 - 2011年 - 3位 - 2013年 - 9位 - 2015年 - 5位 - 2017年 - 10位 - 2019年 - 3位 - 2021年 - 3位 - 2023年 - 優勝 |

### ワールドリーグ／ネーションズリーグの成績
| - 1998年 - 10位 - 1999年 - 9位 - 2000年 - 9位 - 2001年 - 7位 - 2002年 - 5位 - 2003年 - 9位 - 2004年 - 7位 - 2005年 - 4位 - 2006年 - 7位 - 2007年 - 4位 | - 2008年 - 5位 - 2009年 - 9位 - 2010年 - 10位 - 2011年 - 3位 - 2012年 - 優勝 - 2013年 - 11位 - 2014年 - 8位 - 2015年 - 4位 - 2016年 - 5位 - 2017年 - 8位 | - 2018年 - 5位 - 2019年 - 3位 - 2020年 - 中止 - 2021年 - 準優勝 - 2022年 - 3位 - 2023年 - 優勝 - 2024年 - 3位 |

## 現在の代表
2024年7月7日に発表されたパリオリンピックメンバー。
| No. | 選手名                   | 身長 | 2024-25所属チーム              | P  | 備考       |
| --- | ------------------------ | ---- | ------------------------------ | -- | ---------- |
| 5   | ウーカシュ・カチュマレク | 204  | ヤストジェンブスキ・べギエル   | OP |            |
| 6   | バルトシュ・クレク       | 207  | ZAKSA ケンジェジン・コジレ     | OP | キャプテン |
| 9   | ウィルフレド・レオン     | 202  | ボグダンカ・LUK・ルブリン      | OH |            |
| 11  | アレクサンデル・シリフカ | 196  | サントリーサンバーズ大阪       | OH |            |
| 12  | グジェゴシュ・ウォマチ   | 187  | スクラ・ベウハトゥフ           | S  |            |
| 15  | ヤクプ・コハノフスキ     | 199  | プロジェクト・ワルシャワ       | MB |            |
| 16  | カミル・セメニュク       | 194  | シル・サフェーティ・ペルージャ | OH |            |
| 17  | パベウ・ザトルスキ       | 184  | アセコ・レソビア               | L  |            |
| 19  | マルチン・ヤヌシュ       | 191  | ZAKSA ケンジェジン・コジレ     | S  |            |
| 20  | マテウシュ・ビエニエク   | 210  | スクラ・ベウハトゥフ           | MB |            |
| 21  | トマシュ・フォルナル     | 200  | ヤストジェンブスキ・ベギエル   | OH |            |
| 30  | バルトロメイ・ボラシュ   | 204  | プロジェクト・ワルシャワ       | OP | 代替選手   |
| 99  | ノルベルト・フベル       | 204  | ヤストジェンブスキ・ベギエル   | MB |            |

## 歴代代表監督
- ラウル・ロサノ（2005-2008年）
- ダニエル・カステラーニ（2009-2010年）
- アンドレア・アナスタージ（2011-2013年）
- ステファン・アンティガ（2014-2016年）
- フェルディナンド・デジョルジ（2017年）
- フィタル・ヘイネン（2018-2021年）
- ニコラ・グルビッチ （2022年-）

## 歴代代表選手
- トマシュ・ボイトビッチ
- アンジェイ・ステルマッハ
- パベウ・ザグムニ
- ピョートル・グルシュカ
- セバスチャン・シフィデフスキ
- ウーカシュ・ジガドウォ
- クリズィストフ・イグナチャク
- ウカシュ・ガジェヴィッチ
- ミハウ・ボンキェビッチ
- ダニエル・ピリンスキ
- アルカディウシュ・ゴアシュ
- マリウシュ・ブラズウィー
- ミハウ・ヴィニャルスキ
- マルチン・モジジョネック
- グジェゴシュ・ウォマチ
- バルトシュ・クレク
- ピヨトル・ノバコフスキ
- ミハウ・クビアク
- カロル・クウォス
- ファビアン・ジズガ
- パベウ・ザトルスキ
- マテウシュ・ビエニエク
- バルトシュ・ベドノシュ
- アルトゥル・シャルプク
- アレクサンデル・シリフカ
- ウィルフレド・レオン

## ギャラリー
- 2006年ポーランド男子代表
- 2006年世界選手権
- 2008年ワールドリーグ